# In My Blood
Singles de Shawn Mendes
There's Nothing Holdin' Me Back (en)
(2017) Lost in Japan (en)
(2018)
In My Blood est une chanson du chanteur canadien Shawn Mendes publiée par le label Island Records le 22 mars 2018 comme premier single de son troisième album studio éponyme. Elle est nommée dans la catégorie chanson de l'année lors de la 61e cérémonie des Grammy Awards.

## Historique
In My Blood est la première chanson écrite par Shawn Mendes pour son troisième album. Il l'enregistre par la suite dans un studio de Malibu. Le 21 mars 2018, le chanteur poste sur ses réseaux sociaux la pochette de la chanson puis le single est publié le lendemain.
En juin 2018, une nouvelle version de la chanson est publiée pour soutenir l'équipe du Portugal de football lors de la Coupe du monde de football de 2018.

## Promotion

### Interprétations en direct
Shawn Mendes interprète In My Blood sur la scène du Royal Albert Hall le 21 avril 2018 à l'occasion du 92e anniversaire de la reine Élisabeth II. Le jour de la sortie de son troisième album studio, le chanteur est invité dans l'émission de radio Le Rico Show. À cette occasion, un showcase est organisé dans les locaux de la station de radio NRJ durant lequel il chante In My Blood et There's Nothing Holdin' Me Back (en). Il ouvre la 35e cérémonie des MTV Video Music Awards en interprétant In My Blood puis la chante en duo avec la chanteuse américaine Miley Cyrus durant la 61e cérémonie des Grammy Awards,.

### Clip vidéo
Le clip vidéo de la chanson In My Blood est publié en avril 2018.

## Accueil

### Accueil critique
Shawn Mendes remporte le Prix Juno du single de l'année (en) pour In My Blood, et est nommé au Grammy Award de la chanson de l'année.

### Accueil commercial
Aux États-Unis, le single In My Blood entre dans le top Billboard Hot 100 en 72e position avec 27 000 téléchargements et 2.2 millions d'écoutes après une seule journée d'exploitation. En juin 2018, il a été écouté plus de 280 millions de fois en streaming. Après Stitches (en), Treat You Better et There's Nothing Holdin' Me Back (en), In My Blood est le quatrième single de Shawn Mendes à atteindre la première position du classement américain Adult Top 40 (en), ce qui est une première pour un chanteur de moins de vingt ans.

## Classements
| Classement (2018-19)                    | Meilleure position |
| --------------------------------------- | ------------------ |
| Allemagne (Media Control AG)            | 8                  |
| Australie (ARIA)                        | 5                  |
| Autriche (Ö3 Austria Top 40)            | 5                  |
| Belgique (Flandre Ultratop 50 Singles)  | 8                  |
| Belgique (Wallonie Ultratop 50 Singles) | 21                 |
| Canada (Hot 100)                        | 9                  |
| Canada (AC Airplay)                     | 3                  |
| Canada (CHR/Top 40)                     | 8                  |
| Canada (Hot AC)                         | 2                  |
| Danemark (Tracklisten)                  | 12                 |
| Écosse (OCC)                            | 3                  |
| Équateur (National-Report)              | 52                 |
| Espagne (PROMUSICAE)                    | 42                 |
| États-Unis (Hot 100)                    | 11                 |
| États-Unis (Adult Contemporary)         | 7                  |
| États-Unis (Adult Pop Songs)            | 1                  |
| États-Unis (Dance/Mix Show Airplay)     | 21                 |
| États-Unis (Pop Airplay)                | 7                  |
| Finlande (Suomen virallinen lista)      | 15                 |
| France (SNEP)                           | 107                |
| France (SNEP Ventes)                    | 21                 |
| Grèce (IFPI Greece)                     | 3                  |
| Guatemala (Monitor Latino)              | 3                  |
| Hongrie (Rádiós Top 40)                 | 33                 |
| Hongrie (Single Top 40)                 | 1                  |
| Hongrie (Stream Top 40)                 | 2                  |
| Irlande (IRMA)                          | 13                 |
| Italie (FIMI)                           | 35                 |
| Japon (Japan Hot 100)                   | 39                 |
| Liban (The Official Lebanese Top 20)    | 4                  |
| Malaisie (RIM (en))                     | 4                  |
| Mexique (Billboard)                     | 41                 |
| Norvège (VG-lista)                      | 10                 |
| Nouvelle-Zélande (RMNZ)                 | 13                 |
| Panama (Monitor Latino)                 | 6                  |
| Pays-Bas (Nederlandse Top 40)           | 6                  |
| Pays-Bas (Single Top 100)               | 13                 |
| Pologne (ZPAV)                          | 17                 |
| Portugal (AFP)                          | 3                  |
| République dominicaine (Monitor Latino) | 9                  |
| Tchéquie (IFPI Rádio)                   | 67                 |
| Tchéquie (IFPI Singles Digitál)         | 3                  |
| Roumanie (Romanian Radio Airplay)       | 94                 |
| Royaume-Uni (UK Singles Chart)          | 10                 |
| Slovaquie (IFPI Rádio)                  | 57                 |
| Slovaquie (Singles Digitál Top 100)     | 2                  |
| Slovénie (SloTop50)                     | 6                  |
| Suède (Sverigetopplistan)               | 11                 |
| Suisse (Schweizer Hitparade)            | 5                  |

## Certifications
| Région | Certification | Ventes/Streams |
| --- | ------------- | -------------- |
| Allemagne (BVMI) | Or            | 200 000^       |
| Australie (ARIA) | 2 × Platine   | 140 000^       |
| Belgique (BEA) | Platine       | 15 000*        |
| Brésil (ABPD) | Platine       | 40 000*        |
| Canada (Music Canada) | 2 × Platine   | 160 000^       |
| Danemark (IFPI Danemark) | Platine       | 90 000^        |
| États-Unis (BPI) | Platine       | 1 000 000‡     |
| Italie (FIMI) | Platine       | 50 000‡        |
| Nouvelle-Zélande (RMNZ) | Or            | 15 000*        |
| Portugal (AFP) | Or            | 5 000‡         |
| Royaume-Uni (BPI) | Platine       | 600 000‡       |
| *Ventes selon la certification ^Mise en rayon selon la certification xNon précisé par la certification ‡ventes/streaming selon la certification |               |                |